# Сярка
Сярка (пол. Siarka (potok)) — гірська річка в Польщі, у Горлицькому повіті Малопольського воєводства. Ліва притока Сенкувки, (басейн Балтійського моря).

## Опис
Довжина річки 12 км, найкоротша відстань між витоком і гирлом — 7,83  км, коефіцієнт звивистості річки — 1,5 . Формується безіменними потоками. Річка тече у Низьких Бескидах.

## Розташування
Бере початок на західній стороні від села Маластів (гміна Сенкова). Спочатку тече переважно на північний захід через Овчари, далі повертає на північний схід, тече через село Сяри і у Сенкова впадає у річку Сенкову, праву притоку Ропи.

## Цікаві факти
- Навколо річки пролягають туристичні шляхи, яки на мапі туристичній значаться кольорами: синіми (Магура Маластовська (813 м) — Сяри — Горлиці): зеленими (Магура Маластовська (813 м) — Бартня 632 м) — Шимбарк); жовтими (Ропа — Бартня 632 м — Горлиці)[3].